# Schaaldierensoep

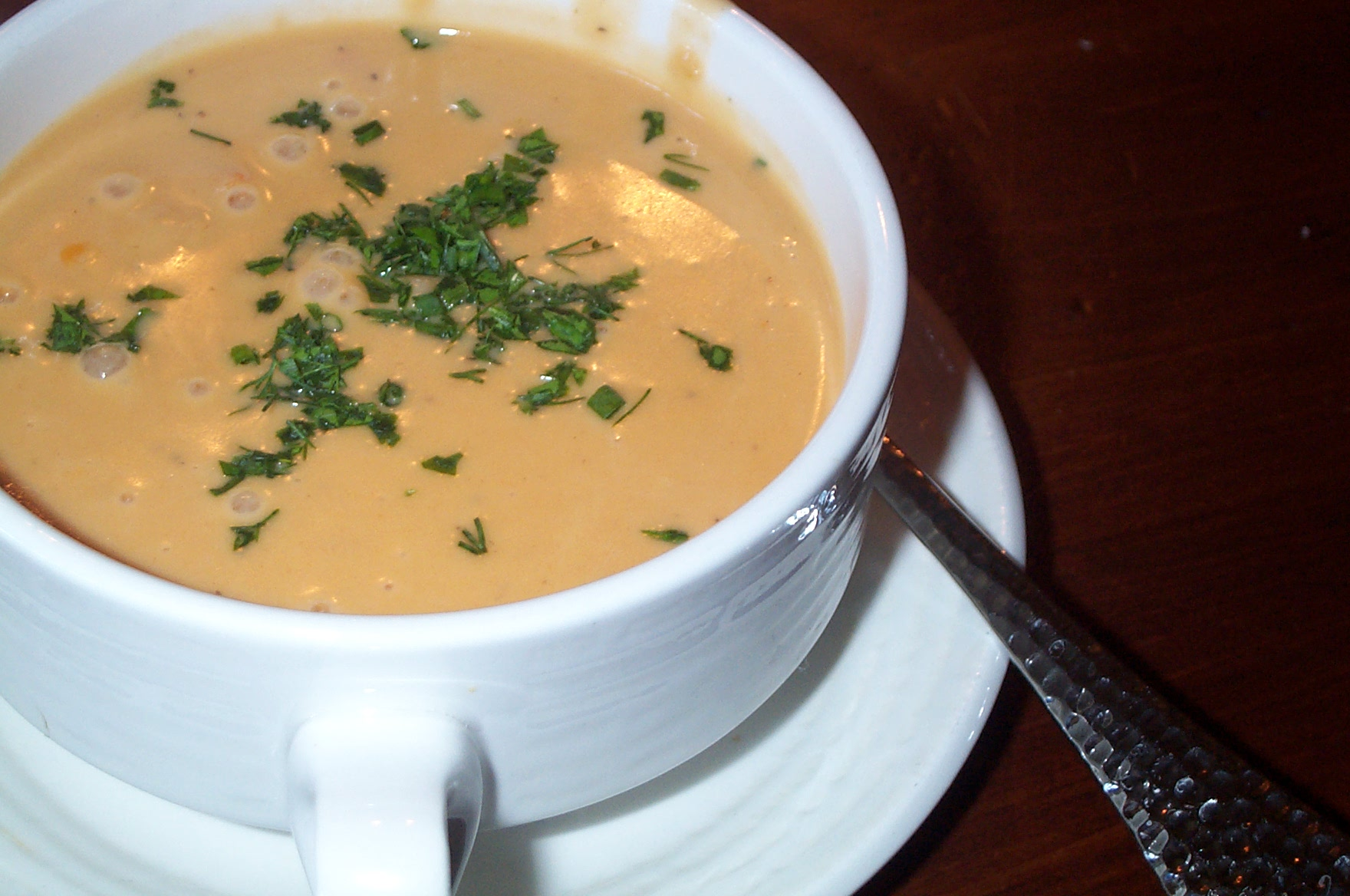
Bisque de homard (kreeftsoep)

Een schaaldierensoep, of ook wel bisque, is een soep die bereid is van eender welke soort schaaldieren. Zo kan men een bisque bereiden van onder andere kreeft, garnaal, langoustine, rivierkreeft of krab.

## Naam
Er bestaat enige verwarring omtrent de naam bisque. Volgens één theorie is de naam afkomstig van Biskaje (Frans Biscaye), zoals in Golf van Biskaje. Volgens een andere theorie is de naam afgeleid van bis cuites (zoals terug te vinden in het woord biscuit), tweemaal gekookt, daar de schaaldieren eerst aangestoofd worden in olie, om vervolgens verder te sudderen met de overige ingrediënten.